# Pochazia barbara
Pochazia barbara är en insektsart som beskrevs av Melichar 1898. Pochazia barbara ingår i släktet Pochazia och familjen Ricaniidae. Inga underarter finns listade i Catalogue of Life.